# タマリ・ミヤシロ
タマリ・ミヤシロ（Tamari Miyashiro、1987年7月8日 - ）は、アメリカ合衆国の元女子バレーボール選手、指導者。元アメリカ合衆国代表。

## 来歴
1987年、アメリカ合衆国ホノルル出身の沖縄系4世である。オアフ島のカラニ高校を卒業後、ワシントン州立大シアトル校へ進学した。セッターの経験もある。
2010年、オーストリアのクラブチーム、SVSポスト・シュヴェヒャト（SVS Post Schwechat）へ移籍した。同年、アメリカ代表に初選出される。2011年、ワールドグランプリで金メダルを獲得した。同年11月のワールドカップでは銀メダルを獲得した。
2012年、ワールドグランプリのファイナルでは大会3連覇に大きく貢献した。同年7月、ロンドンオリンピック代表メンバーに選出された。本大会ではレシーバーとして出場し、銀メダルを獲得した。
2016年に現役引退。2017年からアメリカ代表のコーチを務めている。
2024年、リーグ・ワン・バレーボールで監督を務めることが発表された。

## 球歴
- オリンピック - 2012年（2位）
- ワールドカップ - 2011年（2位）
- ワールドグランプリ - 2011年（優勝）、2012年（優勝）、2013年（6位）
- ワールドグランドチャンピオンズカップ - 2013年（2位）

## 所属チーム

### 選手
- アメリカ合衆国女子代表（2009-2010年）
- SVSポスト・シュヴェヒャト（2010-2011年）
- BKSスタル・ビェルスコ＝ビャワ（2011-2012年）
- ロコモティフ・バクー（2012-2013年）
- Rote Raben Vilsbiburg（2013-2014年）
- アリアンツ MTV シュトゥットガルト（2014-2016年）

### 指導者
- アリゾナ州立大学（2016-2017年）
- アリアンツ MTV シュトゥットガルト（2017-2019年）
- アメリカ合衆国女子代表（2017-2024年）
- アスリーツ・アンリミテッド（2020-2021年）
- LOVBソルトレイク（2024年-）